# المجمع الإسلامي للسيدات
المجمع الإسلامي للسيدات هو حزب إيراني نسائي سياسي يهدف للإصلاح . يعد هذا الحزب أحد حلفاء حزب الثقة الوطنية.